# Enlightened Sound Daemon
Enlightened Sound Daemon（ESD、EsounD）は、EnlightenmentおよびGNOMEのサウンドサーバである。
ESD は実行中の各種プログラムの出力する音をミキシングして、サウンドカードへのストリームを出力する。また、ネットワーク透過なサウンド管理もでき、ローカルなESD対応アプリケーションの発した音をESDサーバの動作するリモートのコンピュータで出力させることができる。
ESD に対応するにはアプリケーション側にコードを追加しなければならず、ESD は通常のサウンド関連ハードウェアのAPIをエミュレートしていない。しかし最も初期のサウンドサーバとして登場から10年以上が経過しており、多くのUNIXアプリケーションがESDをサポートしている。
ESDはGNOMEプロジェクトの一部として保守されている。
代替サウンドサーバとして、JACK Audio Connection Kit （ネットワーク透過性はない）、aRtsd、NAS、PulseAudio などがある。